# Aleksandar Tonev
Aleksandar Antonov Tonev (en bulgare : Александър Антонов Тонев), né le 3 février 1990 à Elin Pelin, est un footballeur international bulgare. Il occupe actuellement le poste de milieu de terrain au FC Crotone.

## Biographie

### Des débuts précoces à Sofia
Formé au grand CSKA Sofia, Aleksandar Tonev fait ses débuts avec l'équipe première en toute fin de saison 2007-2008, alors que le club est déjà assuré de finir champion pour la trente-et-unième fois de son histoire. Sur le devant de la scène, de nombreux joueurs du club sont approchés par de gros clubs européens, et Tonev a l'occasion de jouer assez souvent sous les ordres du nouvel entraîneur Liouboslav Penev, rentrant le plus souvent en cours de partie.
Mais désirant acquérir encore plus d'expérience, il est prêté à l'OFC Sliven 2000 à l'été 2009. Moteur de son équipe, il lui permet d'éviter la relégation en fin de saison.
De retour à Sofia, Tonev obtient une place de titulaire et découvre la Ligue Europa. Très performant avec son équipe, il est nommé en fin d'année meilleur jeune du championnat.

### Tente sa chance en Pologne, avec le Lech Poznań
Contacté par de nombreux clubs à l'intersaison 2011, Tonev choisit le Lech Poznań, pas qualifié pour une quelconque compétition européenne. Si son choix peut paraître surprenant, il l'explique par le fait d'avoir besoin de temps de jeu, qu'il est plus certain d'obtenir en Pologne qu'ailleurs. Très rapidement, il gagne sa place dans le collectif lechici et est même remarqué par le nouveau sélectionneur bulgare, Mihail Madanski. Le 11 octobre, il fait ses débuts en équipe nationale contre le pays de Galles, dans un match comptant pour les éliminatoires de l'Euro 2012.

## Palmarès
- Champion de Bulgarie : 2008
- Vainqueur de la Supercoupe de Bulgarie : 2008
- Vainqueur de la Coupe de Bulgarie : 2011
- Championnat d'Écosse : 2015